# مارك كينيدي (لاعب الكرلنغ)
مارك كينيدي (بالإنجليزية: Marc Kennedy )‏ (و. 1982  م) هو لاعب الكرلنغ كندي، ولد في سانت ألبرت، شارك في الألعاب الأولمبية الشتوية 2010، وكيرلنج في الألعاب الأولمبية الشتوية 2010 – منافسة الرجال ‏، والألعاب الأولمبية الشتوية 2018.

## روابط خارجية
- مارك كينيدي على موقع الاتحاد الدولي للكرلنغ (الإنجليزية)
- مارك كينيدي على موقع اللجنة الأولمبية الدولية (الإنجليزية)
- مارك كينيدي على موقع أوليمبيديا (الإنجليزية)
- مارك كينيدي على موقع اللجنة الأولمبية الكندية (الإنجليزية)